# Nova Express
Nova Express je román amerického spisovatele Williama Sewarda Burroughse. Spolu s knihami Hebká mašinka a Lístek, který explodoval tvoří trilogii, vytvořenou střihovou technikou. Kniha poprvé vyšla v roce 1964 v nakladatelství Grove Press (je tedy jedinou knihou z trilogie, která před americkým vydáním nevyšla ve Francii). V češtině poprvé vyšla v roce 1994 v nakladatelství Arcadia ve společném vydání s knihou Nahý oběd v překladu Josefa Rauvolfa. V roce 2019 uvedlo nakladatelství Argo samostatné vydání knihy (opět Rauvolfův překlad) v grafické úpravě Vladimira 518. V roce 1965 byla kniha neúspěšně nominována na cenu Nebula. Dále je zařazena v knize Science Fiction: The 100 Best Novels (100 nejlepších román sci-fi) od Davida Pringlea.